# De ordine palatii
De ordine palatii ( Sobre a governança do palácio ) é um tratado escrito por Incmaro, arcebispo de Reims, em 882 para Carlomano II por ocasião de sua ascensão ao trono de Frância Ocidental.
Alega ser baseado em um tratado de mesmo nome de Adelardo de Corbie, que foi consultor do imperador Carlos Magno e abade do mosteiro de Corbie, embora este documento não tenha sobrevivido.
No tratado, Incmaro descreveu os deveres de um rei e um sistema para a organização de seu palácio, em uma aparente tentativa de restaurar o governo carolíngio da forma que tinha sob Luís, o Piedoso.

## Traduções
As traduções para o inglês do tratado completo estão disponíveis em:
- Paul Edward Dutton (org. ), Carolingian Civilization: A Reader (Nova Iorque, 1993), pp.   485-500
- David Herlihy, Uma História do Feudalismo (Nova York, 1970), pp.   209-227

O texto em latim e a tradução para o francês contendo Hincmar estão disponíveis em:
- Hincmar de Reims, De Ordine Palatii, Maurice Prou (ed. ), Bibliothèque de l'Ecole des Hautes Etudes 58, Paris, Vieweg, 1885.

O texto em latim e a tradução para alemão contendo Incmaro estão disponíveis em:
- Hincmarus Remensis, De Ordine Palatii, Thomas Gross e Rudolf Schieffer (ed. ), Hannover: Hahn, 1980.